# Noboribetsu
Noboribetsu (登別市; -shi) é uma cidade japonesa localizada na subprovíncia de Iburi, na província de Hokkaido. Faz parte do Parque nacional Shikotsu-Toya.
Em 2003 a cidade tinha uma população estimada em 54 039 habitantes e uma densidade populacional de 254,77 h/km². Tem uma área total de 212,11 km².
Recebeu o estatuto de cidade a 1 de Agosto de 1970.

Tem um complexo turístico situado junto a uma fonte termal.

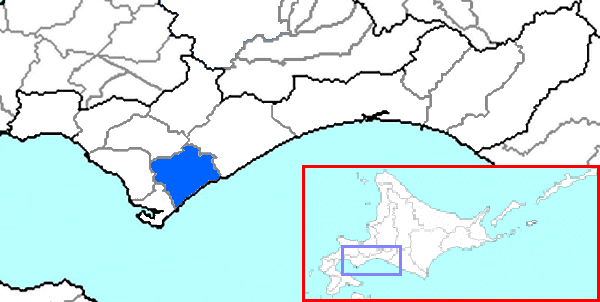

|                       | Norte: Sobetsu     |                |
| Oeste: Date e Muroran | Noboribetsu        | Leste: Shiraoi |
|                       | Sul: Pacific Ocean |                |